# Гагин, Игорь Анатольевич
И́горь Анато́льевич Га́гин (род. 19 мая 1960, Свердловск, РСФСР, СССР) — российский историк, кандидат исторических наук. Специалист в области средневековой дипломатии, а также историй Волжской Булгарии, Северо-Восточной Руси и Среднего Поволжья в X—XV веках. Доцент кафедры философии и истории Рязанского государственного медицинского университета им. акад. И. П. Павлова Минздрава России.

## Биография
Родился в семье военнослужащего. В 1987 году окончил исторический факультет Ленинградского государственного университета по специальности «этнография». В течение 9 лет работал преподавателем истории и философии в Димитровградском филиале Ульяновского политехнического института. В 1993 году поступил в заочную аспирантуру факультета Международных отношений Санкт-Петербургского государственного университета. В 1997 году защитил диссертацию на соискание учёной степени кандидата исторических наук по теме «Дипломатия Волжской Булгарии в X — первой трети XIII вв.».
В своей монографии «Волжская Булгария: очерки истории средневековой дипломатии (X — первая треть XIII вв.)» (2004) Гагин впервые изложил историю дипломатических отношений Волжской Булгарии с соседними государствами. Является автором большого числа научных статей в таких журналах как «Вопросы истории», «Вестник Санкт-Петербургского университета», «Известия Самарского научного центра РАН», «Исламоведение» и др., а также в различных сборниках научных статей.
Принимал участие в работе 30 научных межрегиональных, всероссийских и международных конференций, в числе которых — Всероссийская научная конференция «Куликовская битва в истории России» (Москва, 2005), Всероссийская научная конференция «Битва на Воже и Куликовское сражение (история и культура средневековья)» (Рязань, 2005), Международная научная конференция «Конфликты и компромиссы в социокультурном контексте» (Москва, 2006) и др. Материалы выступлений были опубликованы в сборниках тех конференций.

### Рецензии
- Бариев Р. Г. И. А. Гагин. Волжская Булгария: очерки истории средневековой дипломатии (X — первая треть XIII вв.) // Вестник Санкт-Петербургского университета. Серия 2: История. — СПб.: Изд-во СПбГУ, 2006. — Вып. 4. — С. 337—338. — ISSN 1812-9323.
- Поддубный В. К. И. А. Гагин. Волжская Булгария: очерки истории средневековой дипломатии (X — первая треть XIII вв.) // Вопросы истории. — М., 2006. — № 5. — С. 168—170. — ISSN 0042-8779.